# 류지현 (가수)
류지현(1997년 9월 10일~)은 대한민국의 가수다. 2015년 'On Style 드라마 처음이라서 OST - 그래 지금 이렇게'로 데뷔했다.

## 학력
- 영훈고등학교
- 한양대학교 ERICA캠퍼스

## 방송
- 슈퍼스타K7 (2015)
- 청춘스타 (2022) - Top7(5위)